# The Picket Guard
The Picket Guard è un cortometraggio muto del 1913 diretto da Allan Dwan.

## Produzione
Il film fu prodotto dalla Bison Motion Pictures.

## Distribuzione
Distribuito dall'Universal Film Manufacturing Company, il film - un cortometraggio in due bobine - uscì nelle sale cinematografiche statunitensi il 15 luglio 1913.